# Nicole Gadient
Nicole Gadient (* 7. August 1998 in Adliswil) ist eine Schweizer Tennisspielerin.

## Karriere
Gadient spielt hauptsächlich auf Turnieren der ITF Women’s World Tennis Tour, bei denen sie bislang einen Titel im Doppel gewinnen konnte.
In der deutschen 2. Tennis-Bundesliga spielte sie 2015, 2016, 2017, 2018 und 2019 für den TC Grün-Weiss Luitpoldpark München.
In der Schweizer Nationalliga tritt Gadient für den Grasshopper Club Zürich an.

## Turniersiege

### Doppel
| Nr. | Datum         | Turnier | Kategorie | Belag | Partnerin     | Finalgegnerinnen                 | Ergebnis |
| --- | ------------- | ------- | --------- | ----- | ------------- | -------------------------------- | -------- |
| 1.  | 30. März 2019 | Tabarca | ITF W15   | Sand  | Chiara Scholl | Nagomi Higashitani Satsuki Koike | 7:5, 7:5 |